# Onze-Lieve-Vrouw van Goede Raad en Heilige Jozefkerk

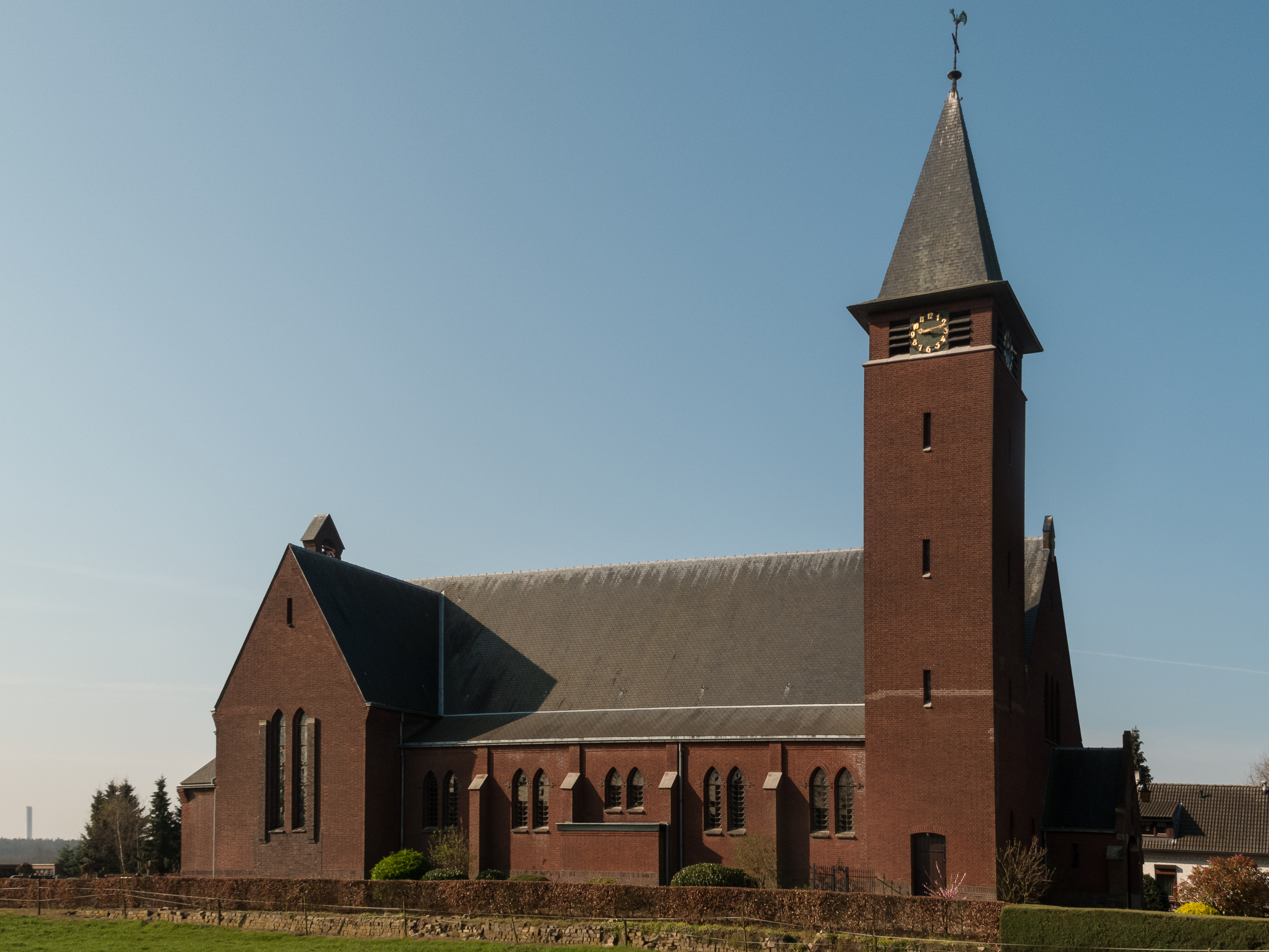
Onze-Lieve-Vrouw van Goede Raad en Heilige Jozefkerk

De Onze-Lieve-Vrouw van Goede Raad en Heilige Jozefkerk is de parochiekerk van Asenray, gelegen aan de Kerkstraat 7.

## Geschiedenis
De bewoners van Asenray waren vanouds afhankelijk van de parochie van Maasniel. In 1903 werd aan de Dorpsstraat 109 de kapel "Onze Lieve Vrouw van Goede Raad" gebouwd, een betreedbare kapel. Het was een neogotisch zaalkerkje, voorzien van een dakruiter. Er werden daar echter geen Missen opgedragen. In 1917 werd Asenray een rectoraat. In 1935 werd dit rectoraat verheven tot parochie.
De kerk werd gebouwd in 1931-1932 onder architectuur van Joseph Franssen. Het is een driebeukige kruiskerk, uitgevoerd in moderne gotiek, met een aangebouwde vierkante toren, gedekt met tentdak. Aan de koorzijde staat een kleine klokkenmuur. Eind 1944 werd de kerk door oorlogsgeweld verwoest, en herbouwd in 1947-1948, waarbij deze kerk tevens vergroot werd. Tijdens de herbouw werd de kapel als noodkerk gebruikt. Later werd deze verbouwd tot woonhuis. In 1995 ging de parochie, vanwege het priestertekort, weer samenwerken met de parochie van Maasniel.
Enkele glas-in-loodramen zijn van de hand van Tom Franssen.